# 手力雄神社 (各務原市)
手力雄神社（てぢからおおじんじゃ）は、岐阜県各務原市那加にある神社。各務原市那加地区の産土神（那加総社）で、各務原市内金幣五社の一社である。

## 歴史
6世紀末期ごろ中里（現那加地区）を支配していた豪族により、佐良木郷八ケ村（西市場、新加納、前野、北洞、岩地、長塚、桐野、山後）の山の中腹に磐座を祀ったのが始まり。この磐座は現在も真幣明神（みてぐらみょうじん）として祀られている。
元々は真幣明神（美濃国神名帳）という名の神社でという。壬申の乱で功績を挙げた村国氏・各務氏、また承久の乱以降守護家として土岐氏、また土岐氏の家来にあった薄田（すすきだ）氏、佐良木（更木）氏と時代の中で諸豪族に崇敬と手厚い保護を受ける。
永禄10年（1567年）、織田信長は当社で稲葉山城攻めの戦勝祈願を行い、戦勝後は広大な社領を寄進したという。寺社勢力にも容赦ない攻撃で臨んだ信長にしては珍しいが、これは信長が各務原へ攻め入り、周囲の寺を焼き払って当社に迫ったところ、霧が立ち込め体の自由が利かなくなり落馬したことによる。信長はこれを神罰と恐れ、以後崇敬し各務野原近里（現在の那加地区・尾崎団地・航空自衛隊岐阜基地・市役所一帯）千三百町歩を社領に付し、宝物等を寄進し文化財として今日に至る。
その後も旗本坪内・徳山等諸氏の崇敬も深く、数百年来八ヶ村氏子崇敬者により神事・祭礼・造営修復事業が変わりなく奉仕される。1879年（明治12年）に郷社となる 。現在は那加地区（那加、尾崎）総社として崇敬されている。信長が戦勝祈願したことから、今日では、勝運・開運の神としてスポーツ関係等各種団体の勝運・必勝祈願の参拝者で賑わう。

## 祭神

### 主祭神
- 天手力雄神

### 相殿
- 高御産霊神

美濃国神名帳に記載の牟須比女神に該当
- 神産霊神
- 美和都神

美濃国神名帳に記載の美和都明神に該当
- 宇津井剣火御子三所神

美濃国神名帳に記載の宇津井劔火御子明神に該当
- 伊波乃西神
- 長山神
- 村国神
- 村国真墨田神

## 境内社
- 秋葉神社（秋葉大神） - 延宝2年（1674年）建立[1]。
- 八幡神社（八幡大神） - 延宝2年（1674年）建立[1]。石清水八幡宮より勧請。
- 福徳龍神社（龍神）
- 稲荷神社（稲荷大神） - 延宝2年（1674年）建立[1]。伏見稲荷大社より勧請。
- 子護薬師（大巳貴命・少彦名命・薬師大神） - 承応2年（1653年）創建[1]
- 高徳福龍神社（龍神） - 延宝2年（1674年）建立[1]

## 主な神事[1]
- 1月1日 - 歳旦祭
- 1月2日以降 - 新年開運・交通安全祈祷
- 1月第二日曜日 - 秋葉神社例祭・左義長
- 2月第一日曜日 - 厄除祈願祭
- 2月11日 - 紀元祭
- 2月17日 - 祈年祭
- 2月23日 - 天長祭
- 3月第三日曜日 - 稲荷神社例祭・厄除餅撒き
- 4月28日・29日 - 例大祭
- 6月30日 - 夏越大祓式
- 8月第二土曜日 - 薬師祭（雅楽奉納・献灯祭）
- 8月第二日曜日 - 高徳福龍神例祭
- 9月23日 - 八幡神社例祭
- 10月～12月 - 七五三祭
- 11月23日 - 新嘗祭
- 12月31日 - 大祓式・除夜祭
- 毎月1日、15日 - 月次祭

## 文化財

### 県指定文化財

#### 彫刻
- 狛犬[2][3][1]

### 市指定文化財[4][1]

#### 史跡
- 手力雄神社境内古墳

古墳時代後期の横穴式石室墳。東古墳と西古墳の2つがある。

#### 建造物
- 手力雄神社御本殿

延宝二年（1674年）再建。

#### 彫刻
- 竜の雌雄

#### 工芸
- 手力雄神社獅子頭

#### 書跡
- 織田信長禁制

#### 天然記念物
- 信長公弓掛桜・的場桜

### その他
- 磐座

## 名称
この神社は「てじからおじんじゃ」「てぢからおじんじゃ」「たぢからおじんじゃ」などと一般には呼ばれているが、神社の在る各務原市の神社を統括している岐阜県神社庁各務原市支部が毎年1月初頭に発行する「新春 各務原市金幣社 五社巡り スタンプラリー」の台紙には、「手力雄」の部分に「てぢからおお」ときちんと記されている。

## 逸話
鎮座地は各務原台地最西の水のつかない場所で、すぐ脇には木曽川（旧広野河）が流れ、水に関わりの深い地域である。本殿の軒に4m近い龍の彫刻が巻きついている。昔話で夜、田畑を荒らし昼には井戸に隠れていた。龍の悪さに恐れて龍の目に釘を打ちつけたら田畑が荒らされなくなったと伝わる。もとより、山々を見渡せる岐阜周辺には山岳信仰があり東山道には奥社に天手力雄命を祀る長野県鎮座戸隠神社、九頭龍社がある。九頭龍社は天手力雄命が奉斎される以前に地主神として奉斎されており、古い時代からの龍神信仰も見られる。

## 手力雄神社（岐阜市）と手力雄神社（各務原市）の関係
岐阜市の手力雄神社は、860年（貞観2年）創建とされるが、各務郡と厚見郡の有力者、各務吉雄と吉宗の手により各務郡の各務氏の氏神（各務原市の手力雄神社）を厚見郡に分祀したといわれている。別の説では、朝廷の宮中の祭神を分祀したものであり、元々の祭神は伊勢神宮の天手力雄神であるという。
各務原市の手力雄神社は「手力」の初見が永禄10年（1567年）のことで信長公が寄進した宝物に記載されるとのことで、その前には「長塚宮」文明7年（1475年）とある（これは拝殿北側の箱棟（1682年）には卍型が残っており神仏習合の名残りがある為混同したのではないか。）。古くは938年から956年に編纂された美濃国神名帳では「真幣明神」他、現在の相殿神の神名も見られ、古墳時代の後期（6世紀後半）の古墳も存在することから古い時代より神聖な場所として信仰があったことが窺い知れる。
岐阜市下川手には各務吉雄が祀ったと伝わる石切神社がある。こちらは各務氏の祖神（鏡作りの祖）石凝姥命を祀っているという。各務氏が天の岩戸に関わる神を佐良木郷八ヶ村山中に祀った（938年 - 1567年の間、実際には各務氏が勢力を持っていた頃なので前半頃）とすれば自然である。
岐阜市の手力雄神社と各務原市の手力雄神社は近いこともあり、混同することがある。そのため、それぞれの神社では混同しないように呼びかけている。

## 交通アクセス
路線バス
- 各務原市ふれあいバス那加線
  - 「山後町公民館前」バス停より徒歩で約3分。

鉄道
- 名鉄各務原線 新加納駅から北へ1km。

自動車
- いちょう通り（各務原市の道路愛称）を西進し、右手に鳥居が見える。鳥居手前で右折すると境内内側の駐車場がある。